# Khamanon
Khamanon (o Khamanon Kalan) è una suddivisione dell'India, classificata come nagar panchayat, di 8.876 abitanti, situata nel distretto di Fatehgarh Sahib, nello stato federato del Punjab. In base al numero di abitanti la città rientra nella classe V (da 5.000 a 9.999 persone).

## Geografia fisica
La città è situata a 30° 49' 7 N e 76° 21' 3 E e ha un'altitudine di 253 m s.l.m..

## Società

### Evoluzione demografica
Al censimento del 2001 la popolazione di Khamanon assommava a 8.876 persone, delle quali 4.904 maschi e 3.972 femmine. I bambini di età inferiore o uguale ai sei anni assommavano a 999, dei quali 556 maschi e 443 femmine. Infine, coloro che erano in grado di saper almeno leggere e scrivere erano 6.176, dei quali 3.528 maschi e 2.648 femmine.